# Moider Peak
Der Moider Peak (englisch für Verwirrende Spitze) ist ein 1165 m hoher Berg im Grahamland auf der Antarktischen Halbinsel. Er ragt 19 km westlich des Mount Alibi an der Wasserscheide zwischen dem Fleece-Gletscher und dem oberen Abschnitt des Leppard-Gletschers auf. 
Der Falkland Islands Dependencies Survey  nahm 1955 Vermessungen des Bergs vor. Das UK Antarctic Place-Names Committee benannte ihn 1957. Namensgebend war der Umstand, dass bei den Vermessungen die Wetterlage vor Ort eine genaue Positionsbestimmung verhinderte.